# بیچ‌بادی
بیچ‌بادی، شرکت با مسئولیت محدود، یک شرکت چندملیتی است که از راه بازاریابی چند سطحی اقدام به فروش محصولات سلامتی، کاهش وزن و دی‌وی‌دی‌های عضله‌سازیِ خانگی می‌کند.